# 한스 베르너 헨체

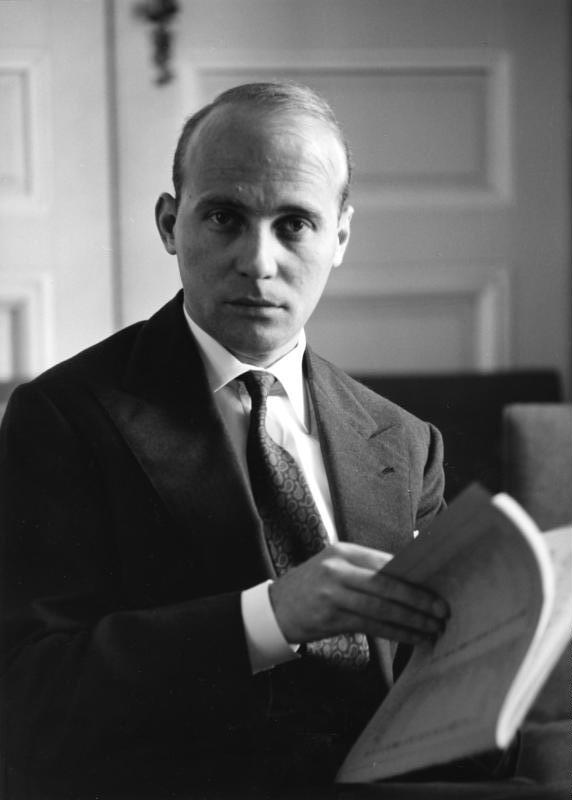
한스 베르너 헨체 (1960)

한스 베르너 헨체(독일어: Hans Werner Henze, 1926년 7월 1일 ~ 2012년 10월 27일)는 독일의 작곡가이다. 1953년 그의 좌파주의적 정치성향과 동성애에 대한 독일 내에서의 편협을 떠나 이탈리아로 이주하여 죽을 때까지 그곳에서 거주했다. 마르크스주의자이면서 이탈리아 공산당의 일원이며, 호찌민과 체 게바라를 위한 곡을 쓴 바 있다. 여러 가지 음악 형태의 영향을 받아 다양한 스타일의 음악을 썼다.